# Alcalá (Cagayán)
Alcalá es un municipio filipino perteneciente a la provincia de Cagayán, en la región del Valle del Cagayán.

## Geografía
Se encuentra al sur de Aparri y al norte de Tuguegarao, en la margen derecha del río Grande de Cagayán, que recoge en las inmediaciones las aguas de un afluente.

## Historia
Hacia mediados del siglo XIX, el lugar, ya por entonces perteneciente a la provincia de Cagayán, tenía contabilizada una población de 745 habitantes, repartidos en alrededor de 82 casas. Aparece descrito en el primer volumen del Diccionario geográfico, estadístico, histórico de las Islas Filipinas de Manuel Buzeta Núñez y Felipe Bravo con las siguientes palabras:

ALCALÁ: pueblo con cura y gobernadorcillo, en la isla de Luzon, prov. de Cagayan, (de cuya cap. ó cab. Tuguegarao dist. 6. leg.), dióc. de Nueva-Segovia: sit. en los 125° 12' 30" long., y los 17° 54' 28" lat., en la confluencia del rio grande de Cagayan, y su afluente el r. de Futay; le combaten fuertemente los monzones, con especialidad del N. E., y los recios huracanes, sin embargo de que está algo defendido por las montañas vecinas: el clima es fresco y húmedo, por cuya circunstancia es bastante saludable. Tiene tan solo como unas 82 casas de sencilla construccion, distinguiéndose la casa parroquial y la llamada tribunal como de mejor fábrica; hay escuela dotada de los fondos de comunidad, á la que concurren algunos alumnos, é igl. parr. servida por un clérigo indio. El term. confina por E. con las montañas pobladas de infieles de donde se desprende el mencionado rio Futay; por S. con Amulug, (á 1 ½ leg.); por O. con Tabang (á 3 ½), y por N. con Nassiping (á 2): corre por su jurids., al S. del pueblo, en direccion de E. á O. el espresado Futay; bañándole por el O., y corriendo de S. á N. el espresado rio grande de Cagayan. Posee un valle muy fertil y delicioso, y montes poblados de escelentes maderas de construccion, ébano, junquillo, etc.; hallanse en ellos caza mayor y menor, como búfalos, javalíes, gallos y tórtolas; y rica miel que elaboran las abejas sin ningun cuidado del hombre. En el terreno cultivado las principales producciones son arroz, maiz y sobre todo tabaco de muy buena calidad. pobl. 745 alm., 132 trib. que ascienden á 1320 rs. plata, equivalentes á 3,300 rs. vn. El nombre de Alcalá, que los españoles recibieron de los árabes para los que con poca variacion significaba la fortaleza, fue impuesto á este pueblo en digna memoria del benéfico gobierno del capitan general Excmo. Señor D. Francisco de Paula Alcalá, que al fundarse este publo, dignamente presidia los destinos del archipiélago (año 1843), y del cual tendremos repetidas ocasiones como esta, para ocuparnos en el curso de este Diccionario.
(Buzeta y Bravo, 1850, p. 286)

Según A pronouncing gazetteer and geographical dictionary of the Philippine Islands, en 1898 tenía una población estimada de 5471 personas. En el censo de 2020, la población del municipio de Alcalá ascendía a los 41 295 habitantes.

## Organización territorial
Alcalá se divide políticamente a 25 barangayes.
| - Abbeg - Afusing Bato - Afusing Daga - Agani - Baculod - Baybayog - Cabuluan - Calantac - Carallangan - Centro Norte (Pob.) - Centro Sur (Pob.) - Dalaoig - Damurog | - Jurisdiction - Malalatan - Maraburab - Masin - Pagbangkeruan - Pared - Piggatan - Pinopoc - Pussian - San Esteban - Tamban - Tupang |